# Gunnar Lindberg (konstnär)
Karl Gunnar Lindberg, född 16 maj 1915 i Johannesdal, Sköns socken, Västernorrlands län, död 16 augusti 1997 i Tranås, var en svensk målare och tecknare.
Han var son till kontorschefen Karl August Lindberg (1880–1924) och Hilma Maria Olsson (1877–1963) och från 1948 gift med Zofia Paradowska (1910–2001). Lindberg studerade vid Edward Berggrens målarskola i Stockholm 1941 samt under resor till Nederländerna och Norge. Han medverkade i Nationalmuseums utställning Unga tecknare ett flertal gånger och i samlingsutställningar på Jönköpings museum. Hans konst består av blomsterstilleben, landskap med motiv från Västkusten och Sommen, stadsbilder från Motala och Tranåstrakten och en stor mängd teckningar. Lindberg är representerad vid Göteborgs konstmuseum, och Gustav VI Adolfs samling på Moderna museet. Lindberg är gravsatt på Nya griftegården i Tranås.